# Mike Schulz
Mike Schulz (* 5. Juli 1991 in Moers) ist ein deutscher Handballspieler.

## Karriere
Mike Schulz spielte in seiner Jugend beim SV Neukirchen, TV Aldekerk, TV Oppum und beim TUSEM Essen, wo er als 17-Jähriger sein Debüt in der Handball-Bundesliga hatte. 2012 wechselte der 1,81 Meter große Rechtsaußen zum Zweitligisten TV Emsdetten, wo er für die Saison 2012/13 ein Zweitspielrecht für den Drittligisten TSG Altenhagen-Heepen hatte. 2013 stieg er mit Emsdetten in die 1. Liga auf. Im Sommer 2014 schloss er sich der SG Ratingen 2011 an. 2016 wechselte er zum Leichlinger TV. Seit 2019 spielt er für den Drittligisten HSG Krefeld Niederrhein. Mit Krefeld stieg er 2025 in die 2. Bundesliga auf.